# 丹尼·伊理塔迪斯
丹尼·伊理塔迪斯（希臘語：Ντένης Ηλιάδης，1969年12月31日—）是一名希臘男導演。著名作品如電影《左邊最後那棟房子》（2009年）。

## 早期生活
伊理塔迪斯出生於雅典，並主要在雅典、法國巴黎及巴西里约热内卢成長。他曾就讀於美國的布朗大学與英國的皇家艺术学院。

## 作品列表
- 《手槍女孩（英语：Hardcore (2004 film)）》（2004）
  - 歐登堡影展德國獨立獎-觀眾獎（英语：Oldenburg International Film Festival）
  - 提名-斯德哥爾摩影展銅馬獎
- 《左邊最後那棟房子》（2009）
  - 布魯塞爾國際奇幻影展銀鴉獎最佳導演[5]
- 《鬼伴（英语：+1 (film)）》（2013）[6]
  - 提名-西南偏南影展觀眾獎午夜電影
- 《精神錯亂（英语：Delirium (2018 film)）》（2018）

## 外部連結
- 丹尼·伊理塔迪斯在互联网电影资料库（IMDb）上的資料（英文）
- 法國AlloCiné影劇資料庫上丹尼·伊理塔迪斯的演藝人員資料（法文）